# Revelações da vigilância global (1970–2013)
As revelações da vigilância global (1970–2013) referem-se à divulgação, a partir da década de 1970 até o ano de 2013, de informações sobre fatos e organizações relacionados com a prática de espionagem e vigilância globalizada - isto é, além das fronteiras internacionais - e com capacidade de intromissão nos meios de comunicações de todo o mundo.
A existência da National Security Agency (NSA), fundada em 1952, só foi conhecida pelo Congresso dos Estados Unidos durante as investigações do Church Committee, em 1975, mas a ideia de que a organização pudesse ser parte de um eventual sistema de vigilância em massa (ou mesmo que existisse um tal sistema) era frequentemente associada à teorias da conspiração, mesmo após a descoberta do projeto Echelon, no final da década de 1980, quando uma funcionária da Lockheed Space and Missiles Corporation contou a um membro do Congresso que as chamadas telefônicas de um senador do Partido Republicano estavam sendo interceptadas pela NSA. Na época, os investigadores do Congresso concluíram que  "atingir personalidades políticas dos Estados Unidos  não é um acidente, mas algo planejado por dentro do sistema, desde o início." No mesmo ano, um artigo intitulado "Somebody's Listening" ('Alguém Está Ouvindo'), escrito pelo jornalista investigativo Duncan Campbell, no New Statesman, descreveu sinais de atividades de coleta de informações para uma rede de computadores cujo codinome era "Echelon".
Em 2013, o projeto Echelon passou a receber atenção da opinião pública mundial, após as revelações de Edward Snowden, que apresentaram milhares de documentos sobre as atividades de vigilância da NSA e sobre os programas que, até então, haviam sido relegados ao plano especulativo ou mesmo conspiratório.

## Cronologia

### 1970–1980
Em 1972, Perry Fellwock, analista da NSA, revelou aos leitores da Ramparts a existência da NSA e do Tratado de Segurança UK-USA. Em 1976, outro artigo publicado na Time Out revela a existência do Government Communications Headquarters (GCHQ).

### 1980–1990
Em 1982, o livro de James Bamford sobre a NSA, The Puzzle Palace, foi publicado. O segundo livro de Bamford, Body of Secrets: Anatomy of the Ultra-Secret National Security Agency, foi publicado duas décadas depois.
Em 1988, a rede de espionagem Echelon foi revelada por Margaret Newsham, funcionaria da Lockheed Corporation. Newsham contou aos membros do congresso americano que as ligações telefônicas de Strom Thurmond, membro do Partido Republicano, estavam sendo coletadas pela NSA. Investigadores do Congresso concluíram que não poderia ser por acaso que uma figura política fosse alvo de espionagem. Concluiu-se que a espionagem de Strom foi deliberada desde o princípio."
Ao final da década de 1990, estimava-se que a rede Echelon já era capaz de monitorar 90% de todo o tráfego da internet. De acordo com a BBC em maio de 2001, o Governo dos Estados Unidos nega a existência da rede Echelon."

### 2000–2010
Depois dos ataques de 11 de setembro de 2001, William Binney, oficial da inteligência americana por quase 40 anos, juntamente com J. Kirke Wiebe e Edward Loomis, solicitaram ao Departamento de Defesa que investigasse a NSA por gastos indevidos na ordem de milhões e milhões de dólares em um projeto chamado Projeto Trailblazer. Um sistema destinado a analisar dados de redes de comunicações como a Internet. Binney criticou publicamente a NSA por estar interceptando as comunicações dos americanos desde o ataque de 11 de setembro de 2001. Binney declarou que a NSA havia fracassado em suas intenções de esclarecer as causas e os autores do 11 de setembro, apesar da captação e vigilância massiva de dados.
Em 16 de dezembro de 2005, depois esconder por um ano a informação, o The New York Times publicou um artigo que diz: "Bush deixa os Estados Unidos espionar em ligações telefônicas sem autorização judicial", escrito por Eric Lichtblau e pelo jornalista James Risen, ganhador do Prêmio Pulitzer.
Em 2006, mais detalhes sobre o sistema de vigilância doméstica emergiram através do USA Today. O jornal reportou que a NSA possuía um banco de dados imenso das ligações telefônicas dos americanos. De acordo com o jornal, os dados desta coleta em massa de dados de telefonemas foram fornecidos pelas próprias companhias telefônicas, entre elas a AT&T, a Verizon e a BellSouth.
Em 2008, o analista de segurança Babak Pasdar revelou a existência do chamado Circuito de Quântico, que ele e seu grupo de trabalho haviam criado em 2003. O sistema dava ao governo americano acesso de backdoor a um provedor de serviço de wireless. Na ocasião não foi revelado quem era o provedor, porém mais tarde foi identificada a firma - a Verizon.

### 2010–2013
Em 2011, detalhes da indústria de vigilância em massa forma expostos através de WikiLeaks. De acordo com Julian Assange, "Estamos agora em um mundo em que não apenas e teoricamente possível gravar quase todo o tráfico de telecomunicações de um país, todas as ligações telefônicas, mas também há uma indústria internacional de vigilância em massa vendendo o que se faz necessário para estabelecer a vigilância.

### 2013–presente
Em 5 de junho de 2013, através do The Guardian e juntamente com vários outros jornais, incluindo o The New York Times, o The Washington Post e o Der Spiegel, Greenwald iniciou as publicações com as revelações de vigilância eletrônica global americana executada pela Agência de Segurança Nacional (NSA), baseadas em documentos vazados pelo ex-consultor da NSA, o analista de segurança de redes Edward Snowden.
No Brasil, o programa Fantástico do dia 8 de setembro de 2013, baseado em documentos fornecidos por Snowden a Greenwald, revelou que a NSA vem espionando a Petrobras com fins de beneficiar os americanos nas transações com o Brasil. Ainda em 2013, em reportagem com a jornalista Sônia Bridi, Grenwald revelou que além de grandes empresas como a Petrobras, a presidente do Brasil, Dilma Rousseff, foi espionada pelo governo americano.
A partir de então, as revelações têm se tornado mais alarmantes a cada dia e têm provocado reação em todos os países do mundo e na comunidade de especialistas em proteção da internet. Elas vão desde a participação nos programas de vigilância de empresas como Google, Facebook, Microsoft, a contaminação de computadores no mundo todo e a quebra dos códigos de criptografia da internet, fazendo toda a internet vulnerável a ataques tanto pela NSA americana como por criminosos.
As revelações da vigilância global trouxeram à tona as alegações de que Google, Yahoo!, Facebook e Microsoft estão entre as muitas empresas intencionalmente cooperando com a NSA, oferecendo acesso aos seus sistema via uma backdoor criada especialmente para atender aos interesses da Agência. As empresas negam tal participação.
No caso de sistemas operacionais como o Linux, criado por Linus Torvalds, do departamento de ciência da computação da Universidade de Helsinque, na Finlândia, a agência americana NSA pediu a Torvalds para criar uma backdoor no GNU/Linux através do qual eles poderiam acessar o sistema. Apesar de Linus Torvalds não ter esclarecido a resposta a NSA, um acesso de backdoor se torna impossível devido à natureza de código aberto do Linux.
No caso do sistema de código aberto, se fossem deixados acessos para a NSA, eles seriam encontrados, expostos e erradicados pela comunidade, eliminando qualquer acesso possivelmente concedido a NSA.

#### Propósitos
De acordo com documentos revelados por Snowden, os programas não visavam combater terrorismo e eram empregados para espionagem comercial, industrial e por vários outros motivos, conforme mostravam os documentos.
Em depoimento ao Congresso Brasileiro, Greenwald, que tinha acesso a todos os documentos (em fevereiro de 2014, cerca de apenas 2% dos documentos foram publicados), afirmou que os objetivos dos programas são espionagem industrial, controle social e manipulação diplomática. Edward Snowden confirmou as afirmações de Greenwald e ainda declarou que, tendo visto a operação dos sistemas e como eles vinham sendo usados, ele poderia garantir que tais programas jamais tiveram a ver com terrorismo, mas sim com manipulação diplomática, controle de pessoas, espionagem para dar vantagem aos Estados Unidos e seus colaboradores.

#### Resposta do Governo Americano
A administração de Obama defendeu as atividades afirmando serem:
"uma ferramenta fundamental para proteger a nação de ameaças terroristas".
 Alega também que a coleta se refere exclusivamente a metadados dos telefonemas e não o conteúdo das próprias chamadas. Metadados se assemelham ao "envelope" de uma ligação telefônica ou de um e-mail mas contendo informações mais detalhadas do que apenas destinatário e remetente com respectivos endereços. Metadados contêm as informações detalhadas sobre a comunicação, sejam e-mails, ligações telefônicas ou mensagens de texto. Metadados informam em detalhes, por exemplo, destino, a duração de uma chamada, data, localização da origem de onde foi iniciada a comunicação, localização do usuário que iniciou e do recipiente, tipo de computador ou telefone usado. A coleta de metadados foi, no passado, parte fundamental do sistema de vigilância da Alemanha Oriental. Documentos históricos, obtidos apenas após a queda do regime, mostram que coleta de metadados um dos instrumentos utilizados pela Stasi, a polícia secreta da Alemanha Oriental, para determinar as conexões sociais de indivíduos considerados perigosos para o regime da RDA.
Após as primeiras publicações na imprensa, especialistas em tecnologia e defensores de direitos civis imediatamente apontam para o fato da Casa Branca minimizar a importância de metadados que, na verdade, fornecem informações mais detalhadas sobre a vida de indivíduos do que o próprio conteúdo uma vez que podem ser usados para traçar o perfil das relações e atividades pessoais com maior abrangência. Jameel Jaffer, diretor jurídico da União Americana pelas Liberdades Civis, disse:
"Do ponto de vista das liberdades civis, o programa não poderia ser mais alarmante. É um programa em que um número incontável de pessoas inocentes foram colocados sob a vigilância constante de agentes do governo americano. É além de orwelliano, e fornece uma evidência adicional da dimensão em que direitos democráticos básicos estão sendo destruídos em segredo para atender as demandas dos órgãos de inteligência irresponsáveis".
Em fevereiro de 2014, revelações sobre os programas de vigilância continuavam a emergir.

## Apresentações da NSA reveladas em 2013

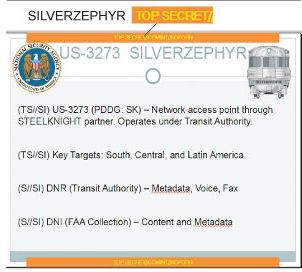
SilverZephyr Slide
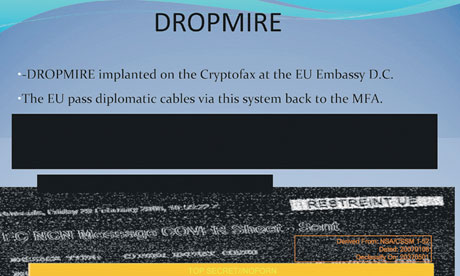
Dropmire Slide
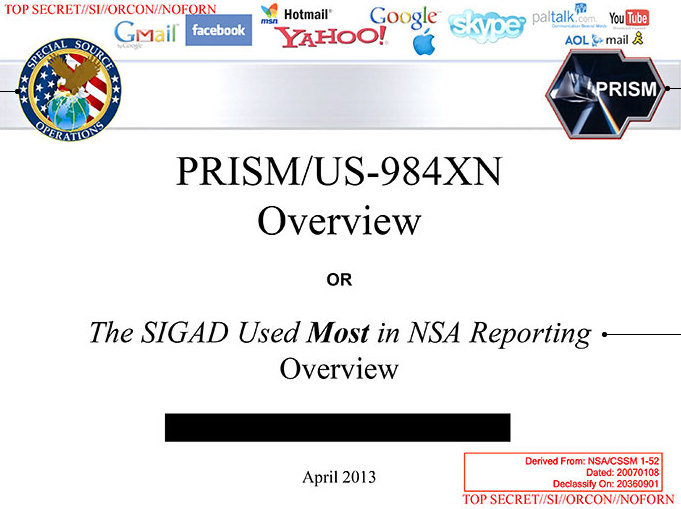
Capa da apresentacao do programa PRISM
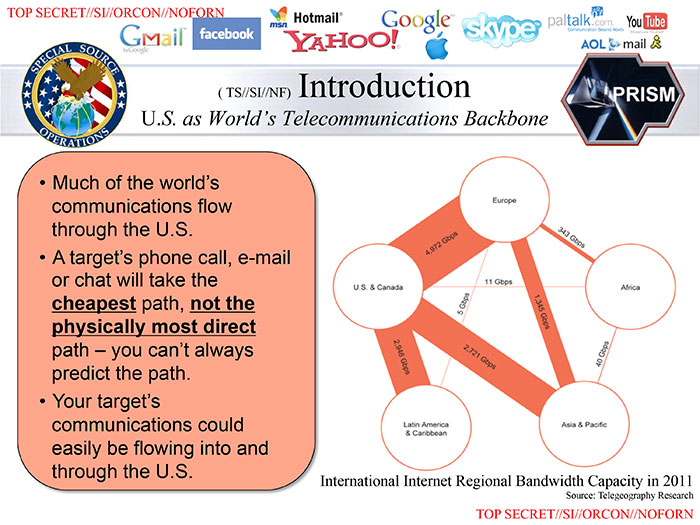
Mapa da largura de banda  global da Internet
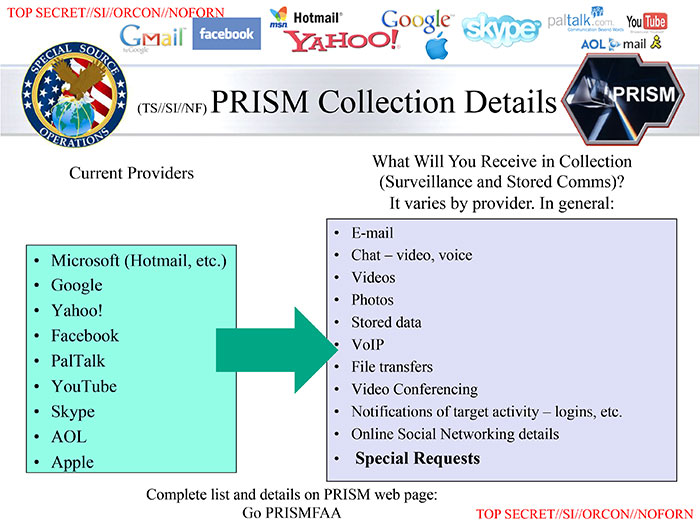
Lista das entidades fornecedoras de informações para o PRISM segundo o tipo de informação fornecida.
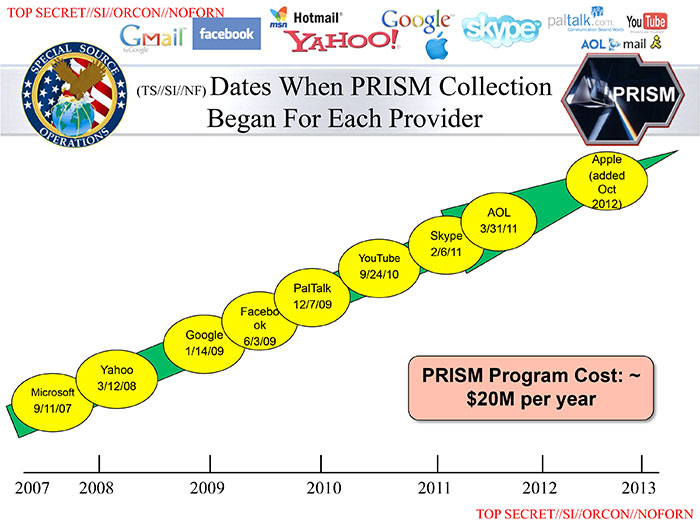
Data em que cada entidade foi adicionada ao PRISM
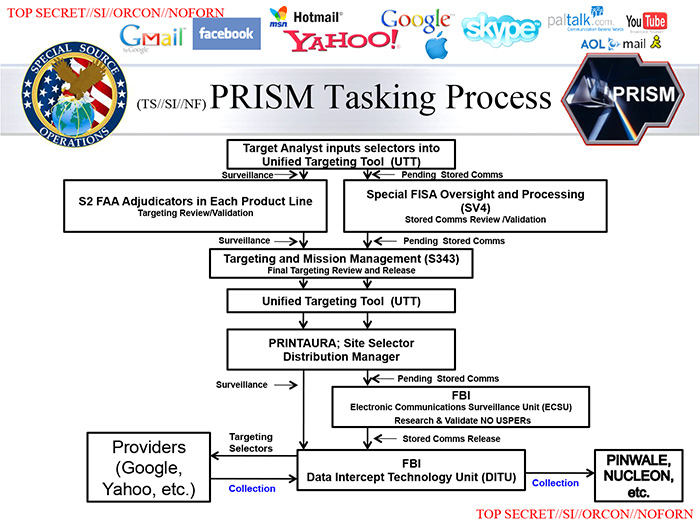
Fluxograma do processo de tarefas do PRISM
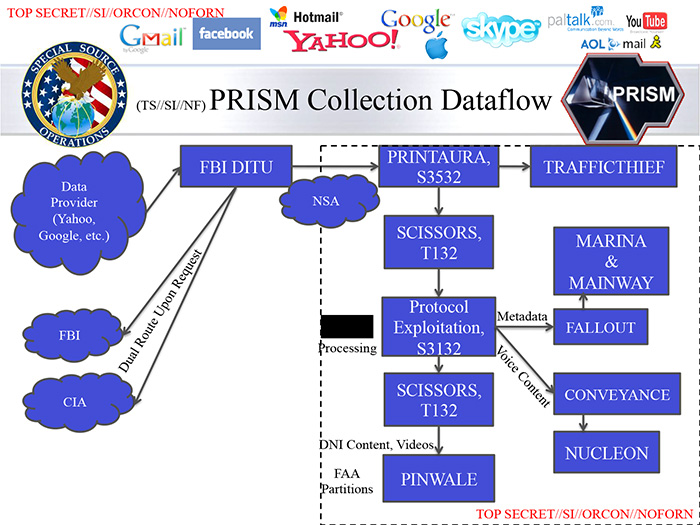
PRISM - Fluxograma
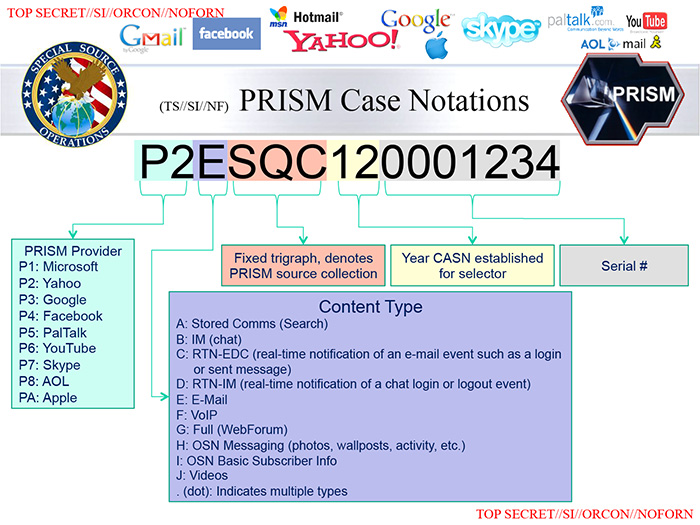
Explicação da formação dos nomes de cada fonte de dados do PRISM
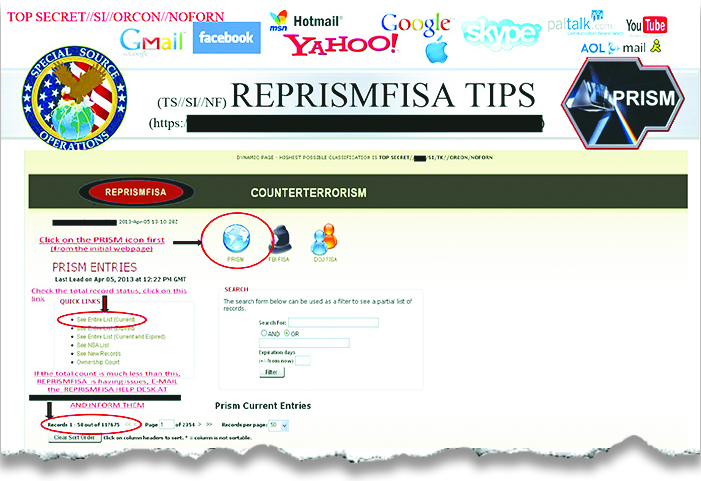
Slide explicativo de como se faz a pesquisa de dados no PRISM
Upstream e PRISMUpstream e PRISM
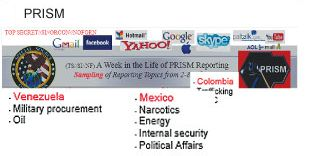
Uma semana na vida do PRISM: Slide da apresentação mostra que, usando Facebook, Gmail, YouTube, Yahoo mail, Hotmail, Google e Skype, a NSA levantou informações sobre o petróleo da Venezuela, energia do México e tráfico na Colombia
- 2008 - Apresentação do XKeyscore
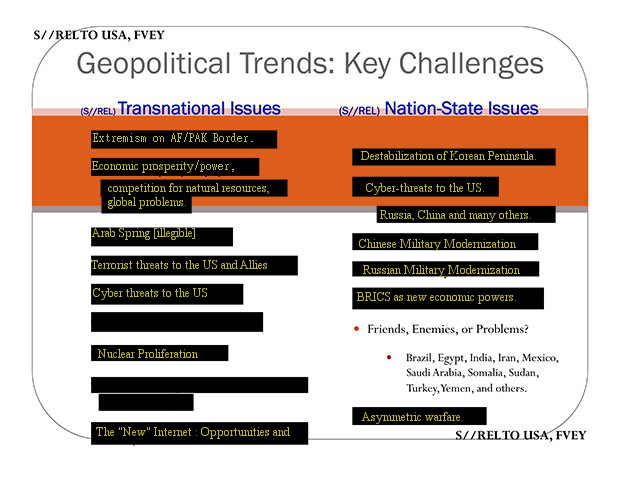
Geopolititical Trends: Key Challenges
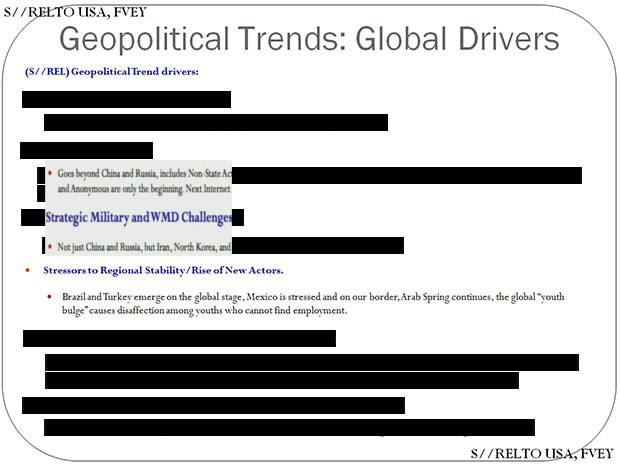
Tendências geopoliticas
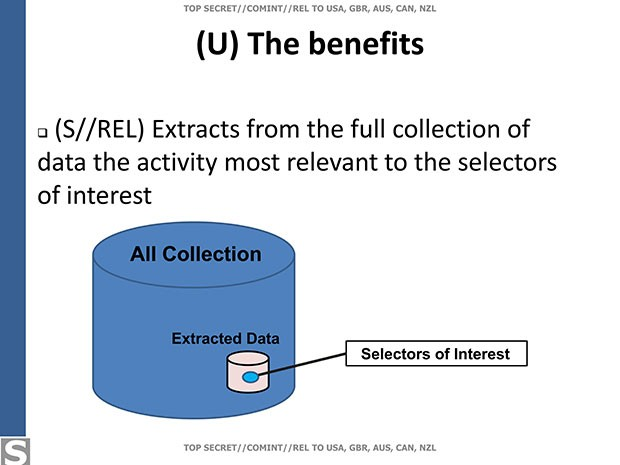
Benefícios da coleta
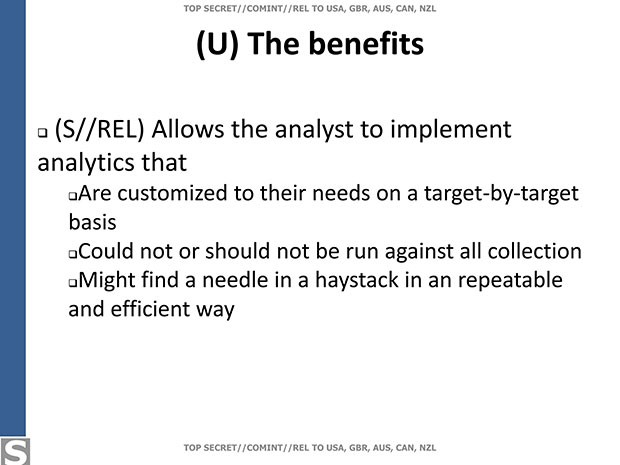
Beneficios da análise dos  grafos
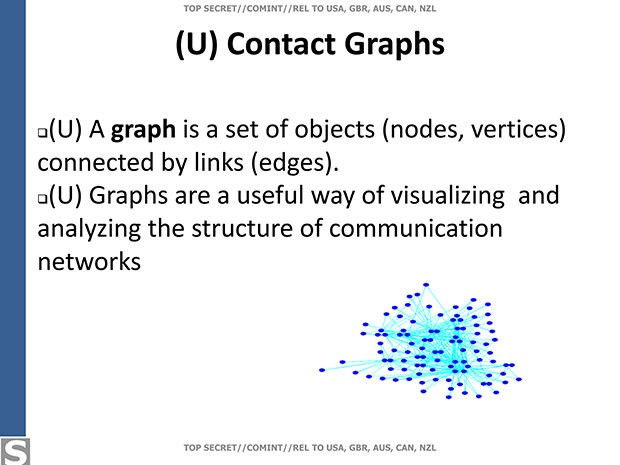
Grafos
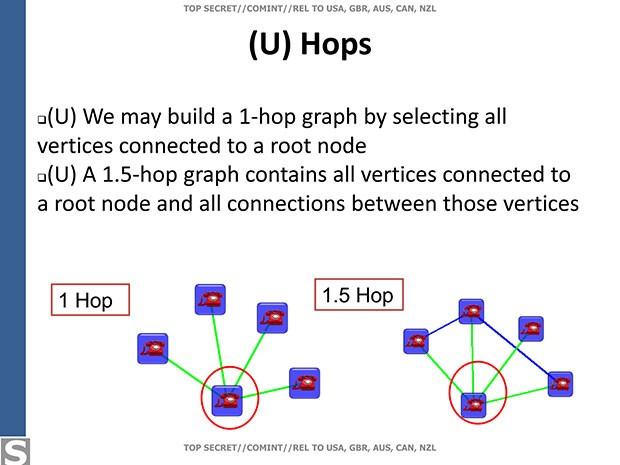
Graph de contatos.
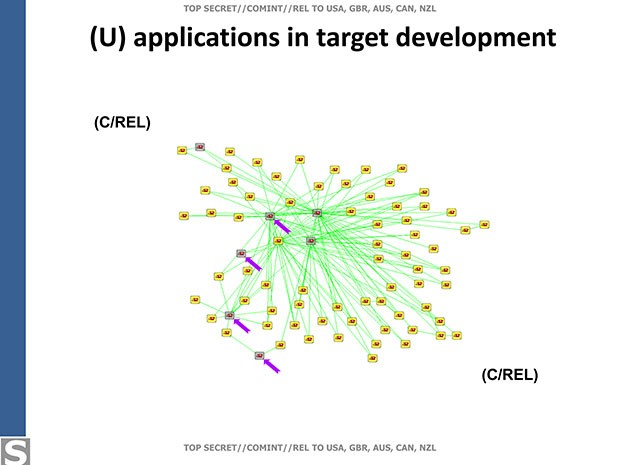
2 niveis de graph de contato.
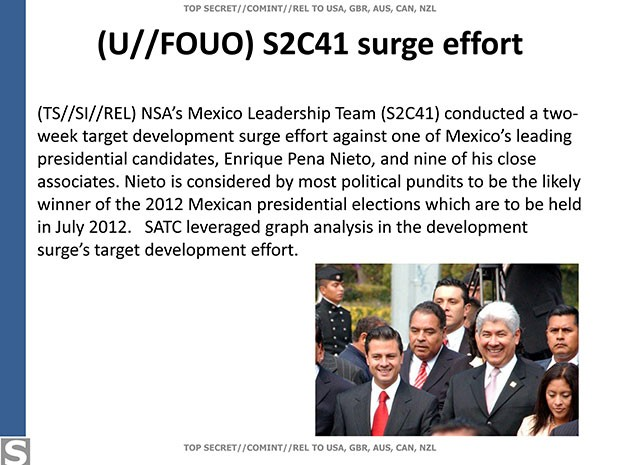
Espionagem contra Enrique Peña Nieto e seus associados.
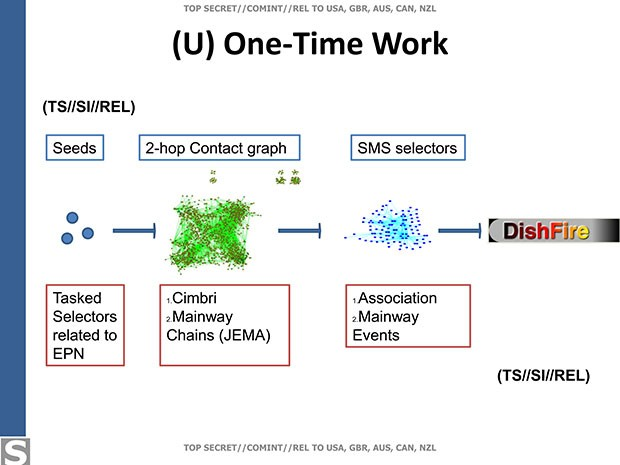
Detalhes da processo de espionagem de Nieto.
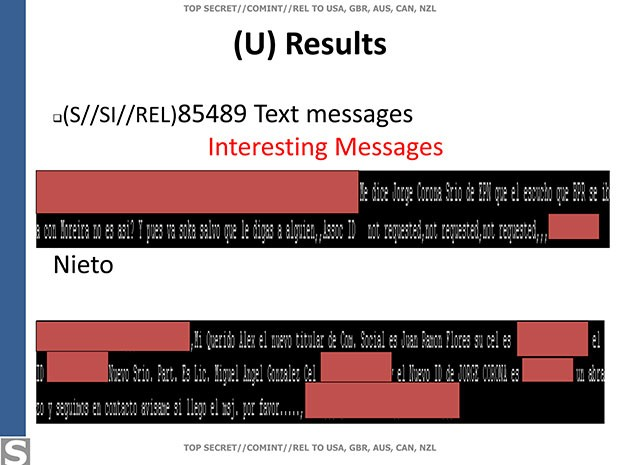
Emails de Nieto com detalhes de possíveis indicados para gabinetes.
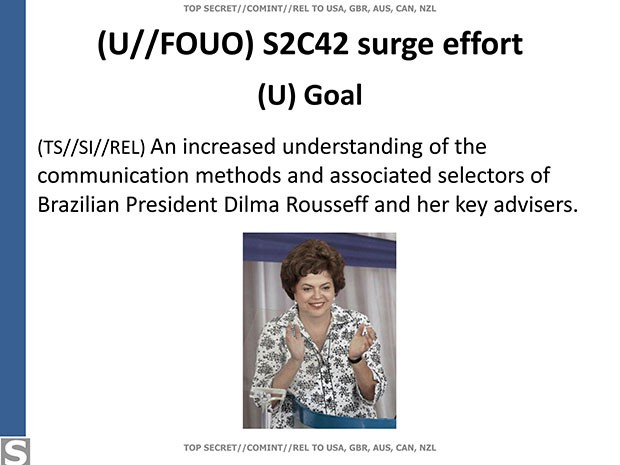
Espionagem contra Dilma Rousseff e assessores.
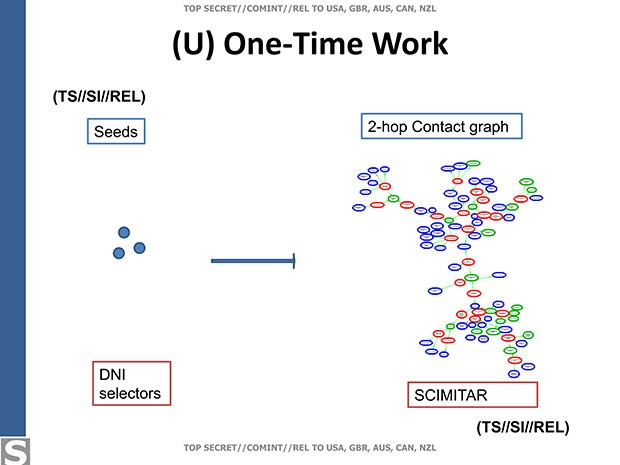
Detalhes da operacao de espionagem contra  Rousseff operation (2 niveis de graph de contato)
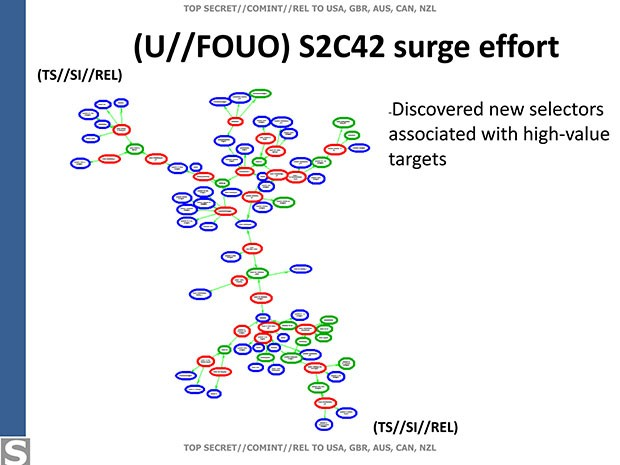
Details of the process in the Rousseff operation (2 hop contact graph)
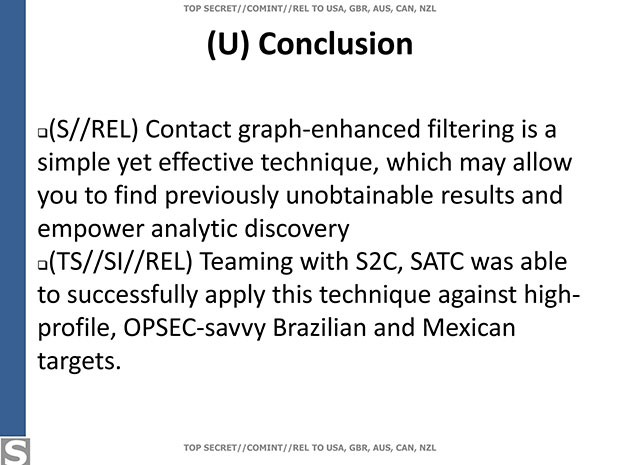
Beneficios da analise de graph de contatos.
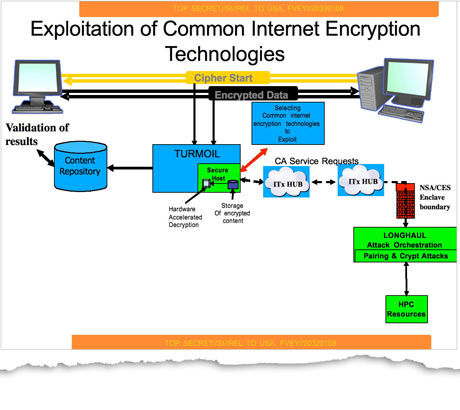
Exploranado as tecnologias de Criptografia da Internet.